# Stade Leuven
Stade Leuven – belgijski klub piłkarski, mający siedzibę w mieście Leuven, w środkowej części kraju, działający w latach 1903–2002.

## Historia
Chronologia nazw:
- 1903: Stade Louvaniste
- 1931: Royal Stade Louvaniste
- 1967: K. Stade Leuven
- 2002: klub rozwiązano – po fuzji z K. Daring Club Leuven i FC Zwarte Duivels Oud-Heverlee

Klub sportowy Stade Louvaniste został założony w miejscowości Leuven 12 listopada 1903 roku. W 1903 roku dołączył do UBSSA. Początkowo zespół grał w rozgrywkach lokalnych. W 1909 po zajęciu trzeciego miejsca w Eerste Afdeling Brabant otrzymał promocję do drugiej dywizji. W sezonie 1909/10 startował w Promotion. Do 1914 roku grał na drugim poziomie krajowym, jednak wybuch I wojny światowej przeszkodził w organizacji mistrzostw. W 1919 po wznowieniu rozgrywek klub kontynuował występy na drugim poziomie. W 1926 roku po utworzeniu trzeciego poziomu krajowego o nazwie Promotion klub został obniżony w klasie, pomimo zajętego 8 miejsca w série A (ogółem 14 drużyn). W grudniu 1926 roku w belgijskiej piłce nożnej powstał rejestr matriculaire, czyli rejestr klubów zgodnie ich dat założenia. Klub otrzymał nr rejestracyjny matricule 18. W sezonie 1930/31 zajął czwarte miejsce w Promotion série C i otrzymał promocję do Division 1. W 1931 roku klub został uznany przez "Société Royale" w związku z czym przemianowany na Royal Stade Louvaniste. W 1934 zespół spadł do Promotion, ale po dwóch latach wrócił do Division 1, w której grał do 1949 oprócz trzech sezonów, które zostały zawieszone z powodu II wojny światowej. 
W sezonie 1948/49 drużynie udało się wygrać rozgrywki w Division 1 série A i awansować do Division d'Honneur. Debiutowy sezon w Division d'Honneur zakończył na ostatnim 16.miejscu i spadł z powrotem do drugiej dywizji. W 1952 roku po reformie systemu lig druga dywizja zmieniła nazwę na Division 2/Tweede klasse. W następnym 1953 roku klub został zdegradowany do Division 3/Derde klasse, a w 1958 spadł do Promotion/Vierde klasse (D4). W 1967 klub przyjął holenderską nazwę Koninklijke Stade Leuven. W 1972 nawet spadł do rozgrywek na poziomie prowincjalnym. Po dwóch latach jako wicemistrz 1e Provinciale Brabant zdobył promocję do czwartej klasy. W 1974 roku zwyciężył w Vierde klasse série A i wrócił do trzeciej dywizji. W 1976 ponownie spadł na trzy lata do czwartej dywizji. W 1981 po zajęciu pierwszej pozycji w Derde klasse série A awansował do drugiej dywizji, ale po dwóch sezonach opuścił Tweede klasse. Pięć lat później w 1988 wrócił do drugiej dywizji. W sezonie 1990/91 po raz ostatni zagrał w drugiej dywizji, spadając do Derde klasse. W 1993 został zdegradowany na trzy lata do Vierde klasse. W sezonie 1996/97 zagrał w trzeciej dywizji, ale następnie ponownie spadł na trzy lata do Vierde klasse. W 2000 po raz kolejny wrócił do trzeciej dywizji. W sezonie 2001/02 zespół uplasował się na 13.pozycji w Derde klasse B.
2 sierpnia 2002 roku z powodów problemów finansowych klub połączył się z lokalnym rywalem K. Daring Club Leuven (matricule 223) oraz sąsiadem FC Zwarte Duivels Oud-Heverlee (matricule 6142). Tak więc numer 18 został skreślony z listy URBSFA, po czym klub został rozwiązany. Powstał nowy klub, który został nazwany Oud-Heverlee Leuven i otrzymał numer najwyżej sklasyfikowanego klubu z fuzji, czyli nr klubu z Oud-Heverlee (6142). Po wzmocnieniu klub trzy lata później awansował do drugiej dywizji, a w 2011 do pierwszej klasy. W 2018 roku OHL odkupił numer rejestracyjny Stade Leuven i od tego czasu gra pod starym numerem 18.

## Barwy klubowe, strój
|  |  |

Klub ma barwy zielono-białe. Zawodnicy domowe spotkania zazwyczaj grają w zielonych koszulkach, białych spodenkach oraz zielonych getrach.

## Sukcesy

### Trofea międzynarodowe
Nie uczestniczył w rozgrywkach europejskich (stan na 31-05-2020).

### Trofea krajowe
| \| \| Zdobyte trofea w rozgrywkach Belgii (stan na: 31-05-2020) \| |                                                           |      |                                                               |
| Rozgrywki                                                          | Osiągnięcie                                               | Razy | Sezon(y)                                                      |
| Mistrzostwo                                                        | I miejsce                                                 | 0    |                                                               |
| Mistrzostwo                                                        | II miejsce                                                | 0    |                                                               |
| Mistrzostwo                                                        | III miejsce                                               | 0    |                                                               |
| Mistrzostwo                                                        | 16.miejsce                                                | 1    | 1949/50                                                       |
| Puchar                                                             | zdobywca                                                  | 0    |                                                               |
| Puchar                                                             | finalista                                                 | 0    |                                                               |
| Puchar                                                             | 1/16 finału                                               | 7    | 1912/13, 1913/14, 1934/35, 1978/79, 1982/83, 1989/90, 1990/91 |
| II liga                                                            | I miejsce                                                 | 1    | 1948/49 (A)                                                   |
| II liga                                                            | II miejsce                                                | 2    | 1943/44 (B), 1946/47 (B)                                      |
| II liga                                                            | III miejsce                                               | 2    | 1936/37 (A), 1942/43 (C)                                      |
| Belgia                                                             | Zdobyte trofea w rozgrywkach Belgii (stan na: 31-05-2020) |      |                                                               |

- Eerste Afdeling Brabant/ Promotion/ Derde Klasse (D3):
  - mistrz (3x): 1935/36 (C), 1980/81 (A), 1987/88 (A)
  - wicemistrz (2x): 1928/29 (C), 1929/30 (C)
  - 3.miejsce (1x): 1908/09 (gr.Brabant)

- Vierde Klasse (D4):
  - mistrz (2x): 1973/74 (A), 1978/79 (C)
  - wicemistrz (4x): 1961/62 (C), 1977/78 (D), 1997/98 (C), 1999/00 (D)
  - 3.miejsce (3x): 1959/60 (D), 1960/61 (C), 1969/70 (A)

## Poszczególne sezony

### Rozgrywki międzynarodowe

#### Europejskie puchary
Nie uczestniczył w rozgrywkach europejskich.

### Rozgrywki krajowe
| \| Belgia \| Bilans występów klubu w rozgrywkach piłkarskich Belgii (Stan na 31 maja 2020 r.) \| \| |                                                                                  |        |       |   |   |   |    |    |     | |        |        |      |
| Poziom                                                                                              | Rozgrywki                                                                        | Sezony | Mecze | Z | R | P | B+ | B– | Pkt | Lata | Awanse | Spadki | Naj. |
| I                                                                                                   | Division d'Honneur                                                               | 1      |       |   |   |   |    |    |     | 1949/50 | 0      | 1      | 16   |
| II                                                                                                  | Promotion/ Division 1/ Tweede Klasse                                             | 33     |       |   |   |   |    |    |     | 1909–1914, 1919–1926, 1931–1934, 1936–1939, 1941–1944, 1945–1949, 1950–1953, 1981–1983, 1988–1991          | 1      | 5      | 1    |
| III                                                                                                 | Eerste Afdeling Brabant/ Promotion/ Derde Klasse                                 | 30     |       |   |   |   |    |    |     | 1905–1909, 1926–1931, 1934–1936, 1953–1958, 1974–1976, 1979–1981, 1983–1988, 1991–1993, 1996/97, 2000–2002 | 5      | 4      | 2    |
| IV                                                                                                  | Vierde Klasse                                                                    | 23     |       |   |   |   |    |    |     | 1958–1971, 1973/74, 1976–1979, 1993–1996, 1997–2000                                                        | 4      | 1      | 1    |
| V                                                                                                   | 1e Provinciale Brabant                                                           | 2      |       |   |   |   |    |    |     | 1971–1973                                                                                                  | 1      | 0      | 2    |
| | Puchar Belgii                                                                    | 43+    |       |   |   |   |    |    |     | 1912–2002                                                                                                  | 0      | 0      | 1/16 |
| Belgia                                                                                              | Bilans występów klubu w rozgrywkach piłkarskich Belgii (Stan na 31 maja 2020 r.) |        |       |   |   |   |    |    |     | |        |        |      |

## Struktura klubu

### Stadion
Klub piłkarski rozgrywał swoje mecze domowe na Leuvens Sportcentrum w Leuven o pojemności 10000 widzów.

## Kibice i rywalizacja z innymi klubami

### Derby
- Daring Club Leuven